# Fånglägret i Dragsvik

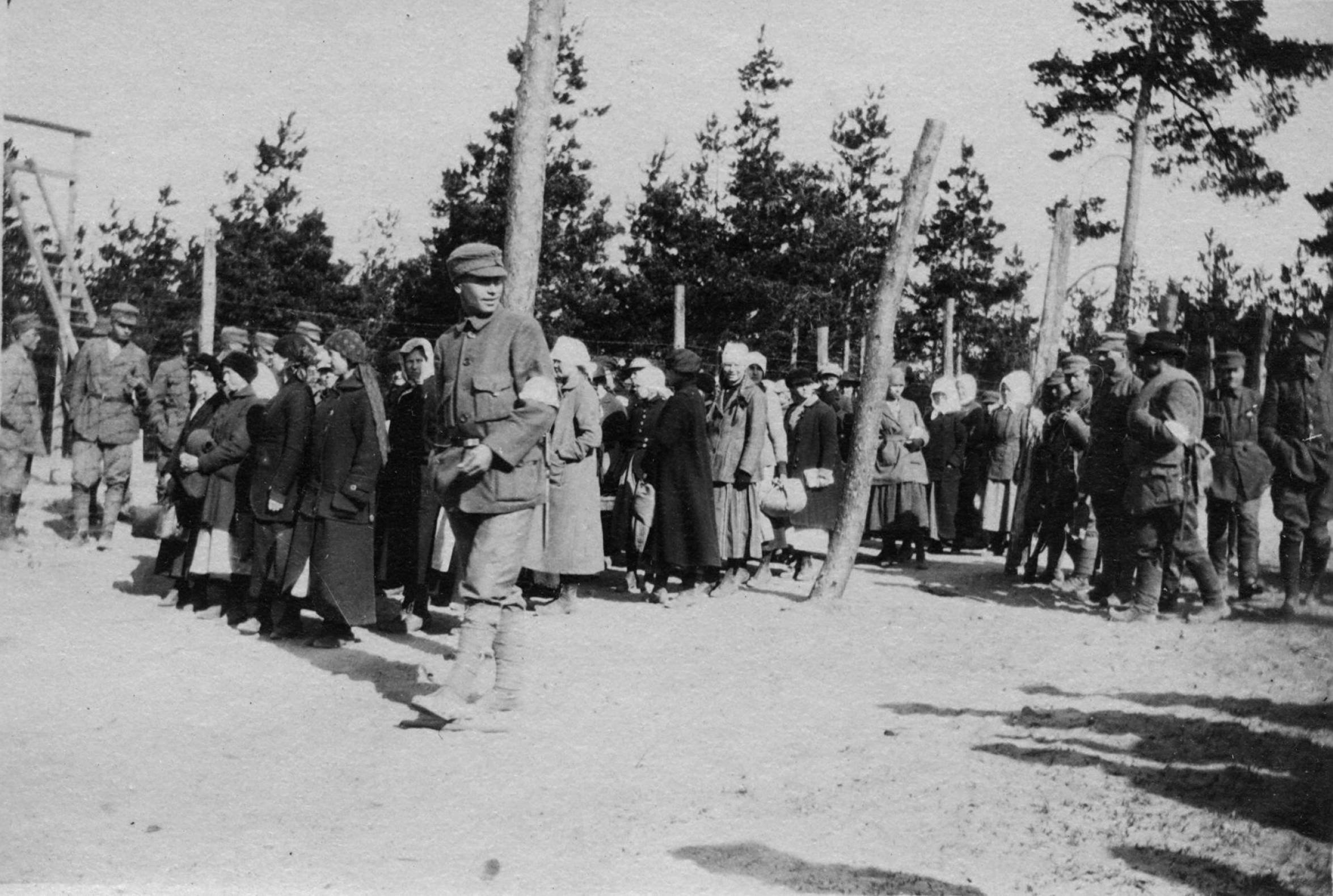
Kvinnliga fångar i Dragsvik 1918.

Fånglägret i Dragsvik var ett finskt fångläger som anlades i samband med det finska inbördeskrigets slut 1918. Numera är Dragsvik ett militärt förläggningsområde med järnvägshållplats längs Hangöbanan utanför Ekenäs i Raseborgs stad. 

## Historik
Dragsviks kasernområde började byggdes på ryskt initiativ 1910 som ett led i en befästningsplan för sydvästra Finland. Avsikten var att med en gördel av försvarsanläggningar korka till Finska viken och att förhindra att Finlands territorium skulle användas som uppmarschområde mot Sankt Petersburg. År 1912 flyttade Fjärde finländska skarpskytteregementet och ett artilleriförband in i tegelbyggnaderna.
I januari 1918, efter oktoberrevolutionen, utrymdes Dragsvik, varpå området var öde och utsatt för omfattande plundring från ortsbornas sida.
Efter den vita segern i inbördeskriget inrättades i maj 1918 ett fångläger i Dragsvik för medlemmar av de röda gardena och personer som på annat sätt medverkat på den röda sidan. Till en början internerades där flest svenskspråkiga personer av bägge könen från västra Nyland. Fånglägret omfattade största delen av garnisonsområdet och inhägnades efterhand med taggtråd. Några veckor senare flyttades flera tusen nya fångar dit från Helsingfors, Fredrikshamn, Viborg, Gamlakarleby, Närpes och Brahestad. Den 20 juli sändes alla kvinnliga fångarna i Dragsvik till Sandhamn.
Enligt officiella siffror internerades 9.313 män och 658 kvinnor i Dragsvikslägret sommaren 1918. Av dessa ställdes 6.367 inför rätta, varav 64 personer dömdes till döden. Enligt nyare forskning avled cirka 2.800 personer i lägret av undernäring, törst och sjukdomar. En betydligt mindre del avrättades eller dödades på annat sätt. 
De humanitära förhållandena i Dragsvikslägret uppmärksammades tidigt av Svenska Dagbladet och Stockholmstidningen, bland annat av Hjalmar Linder. Någon officiell statistik över antalet avlidna gjordes inte, men efterhand började internerna föra bok. Med en fångtransport från Gamlakarleby i juni kom rödsot in i lägret och inom kort var ett par tusen fångar smittade. I slutet av juni konstaterades det att det inte var sjukdomarna som skördade flest offer, utan brist på mat och hygien. Stängslet utvidgades vid samma tid med ett tiotal meter så att fångarna kunde gå ner till stranden och hämta dricksvatten.	
Vid årsskiftet 1918-1919 hade antalet fångar gått ned till 1.042. Dragsvik omvandlades sedan till en tvångsarbetsinrättning för statsförbrytelsefångar, det vill säga i praktiken politiska fångar. Inrättningen kom att kallas ”Ekenäs universitet”, på grund av den roll den spelade för kommunistisk kaderutbildning och medvetandegöring. Vid en hungerstrejk 1932 förlorade minst två interner livet.
År 1921 avskiljdes 11 hektar av det ursprungliga 40 hektar stora området till ett distriktsinnessjukhus för svensk- och tvåspråkiga kommuner i Nyland och Åboland. Den delen av Dragsviksområdet erhöll en funktion inom mentalvården, under namnet Ekåsens sjukhus ända fram till 2016.
På fånglägret inrättades 1937 ett sjukhus för tuberkulossjuka fångar från hela landet och 1938 blev östra delen alkoholistanstalt för kriminalpatienter. När Vinterkriget bröt ut 1939, internerades politiskt opålitliga personer i Dragsvik.
Sommaren 1940, när den närbelägna staden Hangö avträtts till Sovjetunionen, överfördes Dragsvik till försvarsmakten. Trettonde brigaden flyttar in och ombildas till infanteriregementet IR13, och fyra år senare till IR4.
Dragsvik används numera av Nylands brigad.